# NGC 5348
NGC 5348 este o galaxie spirală situată în constelația Fecioara. A fost descoperită în 3 mai 1877 de către Lawrence Parsons. Se află la o distanță de 16,37 megaparseci de Pământ.